# Basilique-cathédrale de l'Immaculée-Conception de Manille
Cette  cathédrale et basilique n’est pas la seule cathédrale de l'Immaculée-Conception ni la seule basilique de l'Immaculée-Conception.

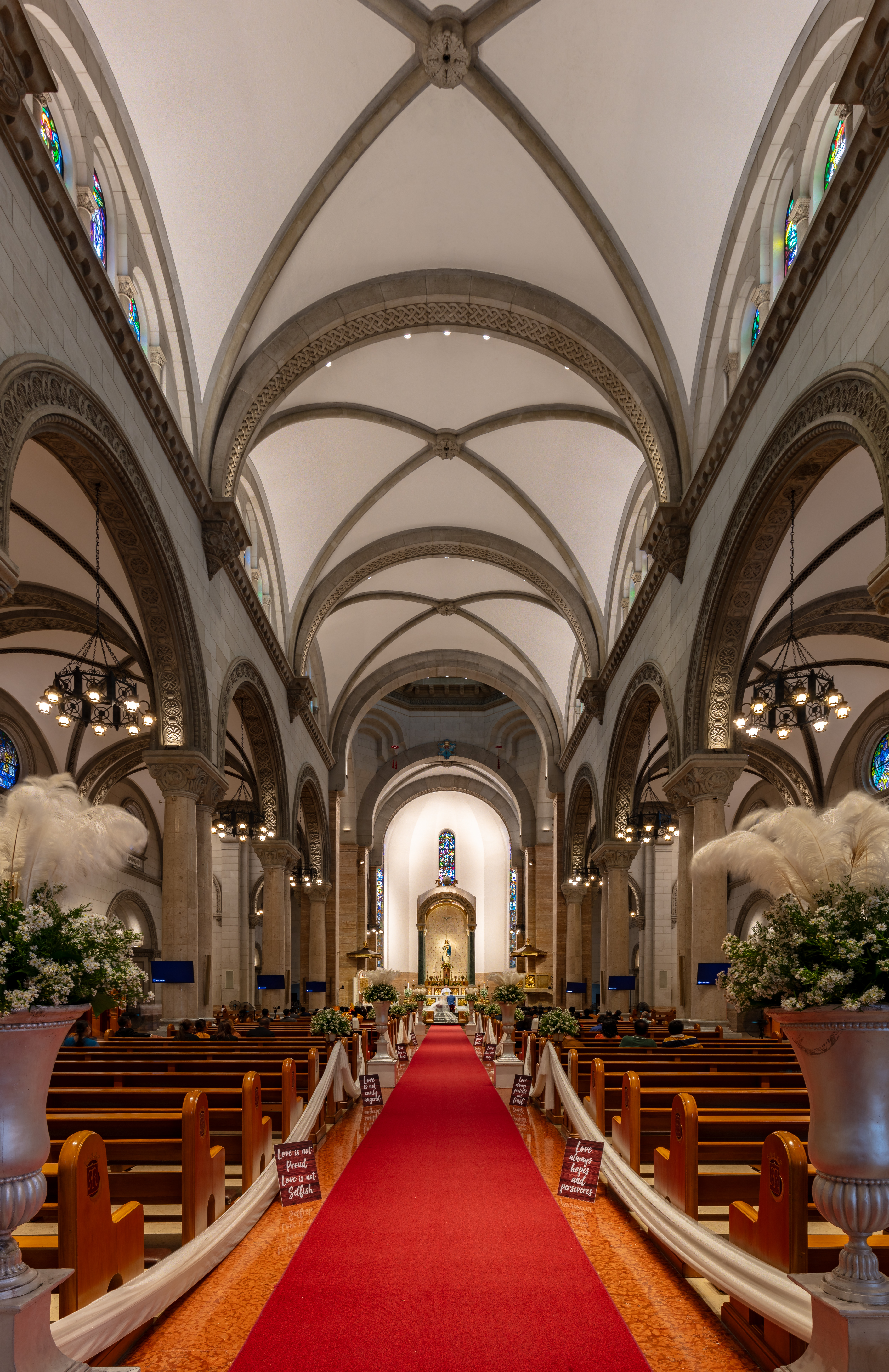
À l'intérieur de la cathédrale de Manille. Aout 2023.

La basilique-cathédrale de l'Immaculée-Conception de Manille est un lieu de culte catholique situé à Manille aux Philippines, dans le quartier d'Intramuros. La cathédrale de Manille a été détruite sept fois depuis sa première fondation en 1571. L'édifice actuel date de 1958 (après les bombardements de la libération des Philippines vers la fin de la Seconde Guerre mondiale).